# Hannes Snabb
Hannes Snabb, född 14 februari 1998 i Boden, Norrbottens län, är en svensk liberal politiker och tidigare riksordförande för Liberala studenter. Snabb är även adjungerad i Liberalernas partistyrelse samt ledamot i Bollnäs kommunfullmäktige. År 2021 startade Snabb Liberala Studenter Gävle och valdes senare samma år in i Liberala Studenters riksstyrelse. År 2022 valdes han att efterträda Christoffer Heimbrand som ny riksordförande för organisationen. 2025 avgick Snabb från sina förtroendeuppdrag efter att ha fått jobb som politisk sakkunnig hos skolminister Lotta Edholm.
Snabb har en svensk lärarexamen.